# Sonic the Hedgehog 2 (film fra 2022)
Sonic the Hedgehog ІІ er en amerikansk action-komediefilm fra 2022, baseret på Sega’s mest berømte spillefigur og maskot, Sonic the Hedgehog.
Filmen blev fulgt op af Sonic the Hedgehog (2020).

## Handling
Sonic har slået sig ned i byen Green Hills, hvor han vil bevise, at han er en ægte helt. Men snart vender Dr. Robotnik tilbage sammen med sin nye håndlanger Knuckles.
Den gemene Robotnik leder efter en smaragd, der kan udslette civilisationer og føre hans onde planer ud i livet.

Sammen med sin makker, den tohalede ræv Tails, drager Sonic derfor ud på et jordomspændende eventyr for at finde smaragden før Robotnik og hans håndlangere.

## Medvirkende
- Ben Schwartz som Sonic the Hedgehog
- Colleen O'Shaughnessey som Miles "Tails" Prower
- Idris Elba som Knuckles the Echidna
- Jim Carrey som Dr. Ivo Eggman (Robotnik)
- James Marsden som Tom Wachowski
- Tika Sumpter som Maddie Wachowski
- Natasha Rothwell som Rachel
- Adam Pally som Wade Whipple
- Shemar Moore som Randall Handel
- Lee Majdoub som Agent Stone
- Tom Butler som Commander Walters